# Acanthocystis olgashelestae
Acanthocystis olgashelestae (лат.) — вид центрохелидных солнечников из рода Acanthocystis (Acanthocystidae).

## Этимология
Видовое название нового таксона дано в честь теле- и радиоведущей Ольги Владимировны Шелест.

## Распространение
Центральная Россия, Карелия. Обнаружены в пробе из болота Клюквенное-1 в Усманском бору (Воронежская область) , а также в одном из пойменных озёр р. Шуя (южная Карелия). В 2015 году выявлены в пресных водах Оренбургской обл. и Республики Башкортостан.

## Описание
Диаметр клетки — 13—16 мкм. Перипласт представлен пластинчатыми чешуйками и радиальными спикулами. Спикулы длиной 2,2—5,8 мкм, верхушка несёт 2 маргинальных зубца. Как и другие Центрохелиды, или центрохелидные солнечники (Centroheliozoa Dürrschmidt et Patterson 1987) представляют собой сферические одноклеточные организмы с расходящимися от всего тела лучами-аксоподиями, снабженными стрекательными органеллами (экструсомами) для заякоривания мелкой подвижной добычи и играют роль пассивного хищника (Siemensma, 1991; Микрюков, 1998, 2002).